# (117435) Severochoa
(117435) Severochoa es un asteroide perteneciente al cinturón de asteroides que orbita entre Marte y Júpiter. Su nombre hace referencia a Severo Ochoa, médico español y ganador del Premio Nobel de Medicina en 1959.
Fue descubierto el 14 de enero de 2005 por Juan Lacruz desde el Observatorio de La Cañada, en Ávila, España.